# هنری پیلت
هنری پیلت (انگلیسی: Henry Pellatt; ۶ ژانویهٔ ۱۸۵۹ – ۸ مارس ۱۹۳۹) سرمایه‌گذار، و اهالی کسب‌وکار اهل کانادا بود.
وی همچنین برندهٔ جوایزی همچون شوالیه (عنوان) شده‌است.